# Охтинское водохранилище
Охтинское водохранилище (также Охтинский Разлив) — водохранилище на реке Охта в Санкт-Петербурге.
Охтинское водохранилище образовано в 1716 году для нужд порохового завода в результате подпора уровня воды от плотины, возведенной в русле реки Охта в 9,2 км от устья. В 1964 году плотина была реконструирована.

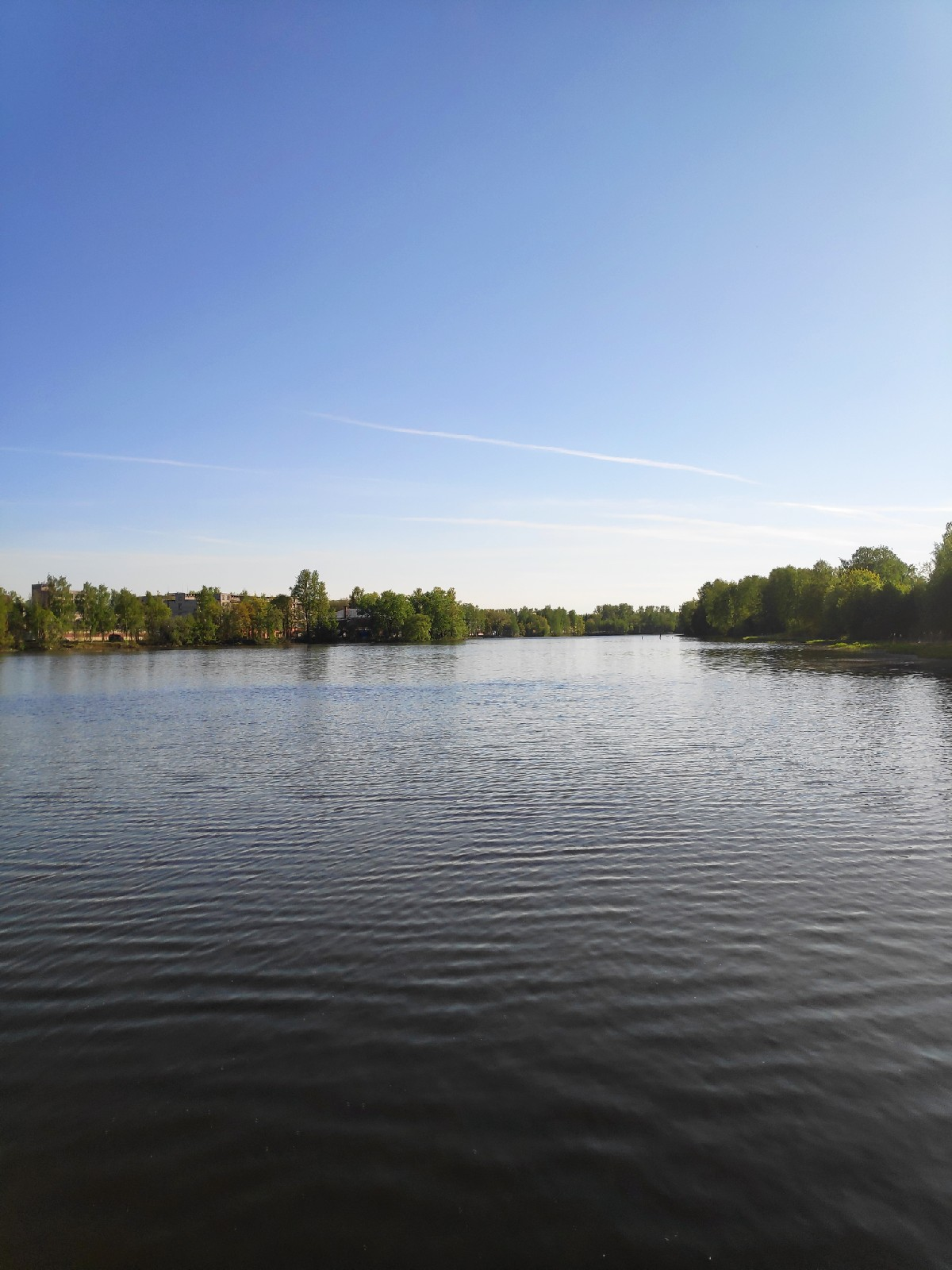
Охтинское водохранилище

Площадь водосбора водохранилища составляет 14,6 км², площадь зеркала водохранилища — 1,08 км², средняя глубина — 2,7 м, наибольшая глубина — 4 м, объём — 2,91 млн. м³. Водоём используется в основном для водоснабжения промышленных предприятий технической водой, а также для рекреации и в качестве приёмника сточных вод.
Водохранилище отделено от Охты плотиной, расположенной на улице Коммуны. В 2013—2016 гг. велись работы по ремонту плотины.
Вода водохранилища сильно загрязнена промышленными стоками. Гидросооружения на 2005 год находились в неудовлетворительном состоянии. В 2013—2015 гг. была проведена их реконструкция.
По словам местных жителей, в водохранилище водятся лещ, судак, щука.
Номер в ГКГН — 0458203.